# Marcello Giglio
Marcello Giglio (Verona, 3 marzo 1961) è un ex calciatore italiano, di ruolo centrocampista.

## Carriera
Inizia a giocare nelle giovanili dei dilettanti veronesi dell'Alba Borgo Roma, dai quali passa poi al Verona; viene aggregato alla prima squadra degli scaligeri nella stagione 1978-1979, nella quale, non ancora maggiorenne, esordisce tra i professionisti. In particolare, il suo esordio avviene l'11 marzo 1979, pochi giorni dopo il suo diciottesimo compleanno, nella partita casalinga del campionato di Serie A contro il L.R. Vicenza, pareggiata per 0-0. Nelle settimane seguenti gioca poi ulteriori 3 partite in prima divisione, l'ultima delle quali il 29 aprile 1979 (Verona-Perugia 1-1), per un totale in carriera di 4 presenze in Serie A.
Nell'estate del 1979 viene ceduto in prestito al Riccione, formazione di Serie C2, con la quale nel corso della stagione 1979-1980 gioca in totale 13 partite nel campionato di quarta divisione, nel corso delle quali realizza anche una rete, la sua prima in carriera tra i professionisti; a fine anno fa ritorno al Verona, nel frattempo retrocesso in Serie B: rimane in rosa per l'intera stagione 1980-1981, nella quale gioca una partita in Coppa Italia (il 31 agosto 1980, contro l'Ascoli) e 3 partite in campionato. A fine stagione passa al Varese, altra formazione della serie cadetta, con la quale rimane in rosa per l'intera stagione 1981-1982 senza però giocare nessuna partita di campionato. Trascorre poi la stagione 1982-1983 con i veneti del Pescantina, con la cui maglia mette a segno 2 reti in 16 presenze nel Campionato Interregionale 1982-1983. Nella stagione successiva è invece in rosa al Bologna, nel campionato di Serie C1, che il club felsineo conclude al secondo posto in classifica, conquistando la promozione in seconda divisione: Giglio di fatto in stagione gioca però solamente una partita ufficiale, in Coppa Italia, il 31 agosto 1983, nella sconfitta per 1-0 sul campo del Cosenza. Rimane infine in rosa nel Bologna anche nella stagione 1984-1985 (disputata nel campionato di Serie B), nella quale pur andando diverse volte in panchina non gioca di fatto nessuna ulteriore partita ufficiale. Al termine della stagione 1984-1985 il Bologna lo cede al Riccione, club con cui Giglio nel corso della stagione 1985-1986 gioca nuovamente nel Campionato Interregionale, torneo in cui conquista un terzo posto in classifica.